# 福勝寺 (文京区)
福勝寺（ふくしょうじ）は、東京都文京区にある浄土真宗本願寺派の寺院。

## 歴史
1603年（慶長8年）、玄西によって開山された。玄西は、親鸞の弟子となった佐々木盛綱の末裔である。当初の本山は東本願寺であったが、第8世住職順誓の代に西本願寺に変更している。
1880年（明治13年）に火災に遭い、続いて1945年（昭和20年）の東京大空襲で、建物を全焼した。

## 寺宝等
- 阿弥陀如来像（本尊）

江戸時代中期の作という。

## 墓所
- 小栗寛令（画家）

## 交通アクセス
- 江戸川橋駅4番出口より徒歩4分（経路案内）。